# 태풍 프란시스코 (2013년)
태풍 프란시스코 (FRANCISCO)는 2013년 제27호 태풍이다. 이 태풍은 2013년에 발생한 태풍 중 1번째로 카테고리 5등급 세력에 도달한 태풍이다. 프란시스코는 미국에서 제출한 이름으로 남자 이름을 의미한다.

## 개요
태풍 프란시스코는 2013년 10월 16일 오후 9시에 중심기압 1000hPa, 최대풍속 18m/s, 강풍 반경 220km, 크기 '소형'의 열대폭풍으로 미국 괌 남서쪽 약 290km 부근 해상에서 발생하였다.(일본 기상청 태풍정보 기준) 발생 이후 잠시 남서~서북서진을 하면서 급발달을 하게 되었고, 10월 19일 오전 3시에 미국 괌 서북서쪽 약 480km 부근 해상에서 중심기압 915hPa, 최대풍속 54m/s, 강풍 반경 330km의 세력 '맹렬함', 크기 '중형'(일본 기상청 태풍정보 기준)의 태풍으로 최성기를 맞이하였다. 최성기 이후 일본 오키나와 부근 해상으로 향하면서 서서히 약화되었고, 일본 오키나와 부근 해상에서 잠시 정체하였다. 잠시 정체하다가 북동진으로 전향한 뒤 온대저기압화가 가속되었고, 10월 26일 오후 3시에 일본 도쿄 남동쪽 약 500km 부근 해상에서 중심기압 988hPa의 온대저기압으로 변질되었다.(한국 기상청 태풍정보 기준으로는 중심기압 992hPa) 

## 같이 보기
- 2013년 태풍